# 명림답부
명림답부(明臨答夫, 67년~179년 음력 9월)는 고구려의 태조왕·차대왕·신대왕 시대의 인물로 고구려의 초대 국상(國相)이다.

## 생애
연나부(椽那部) 조의(皂衣)로 있다가 165년(차대왕 20년) 쿠데타를 일으켜 차대왕을 시해하고 왕의 동생 백고(佰固)를 신대왕으로 옹립했다. 166년(신대왕 2년) 최초의 국상에 임명되었고, 패자(沛者) 벼슬을 더해 내외 병마(兵馬)의 통수권과 함께 양맥(梁貊)부락에 대한 지배권을 받았다.

172년, 한(漢)의 현도태수(玄菟太守) 경림(耿臨)이 대군을 이끌고 고구려를 침입하자 왕이 이를 요격할 것인지 아니면 농성할 것인지 의견을 물었는데, 청야전술을 주장하여 이를 관철시켰다. 결국 한의 군사들이 굶주림에 지쳐 퇴각하였고, 이에 명림답부가 수천 명의 기병을 거느리고 추격하여 좌원(坐原)에서 크게 섬멸하였다. 이 공으로 좌원과 질산(質山)을 식읍으로 받았다. 179년 9월 113세의 나이로 죽자 신대왕이 직접 애도를 표하고 예를 갖추어 질산에 장사지냈다.

## 같이 보기
- 좌원 대첩

## 참고 자료
- 김부식, 《삼국사기》, 명림답부 열전
- 박은식, 《명림답부전》(明臨答夫傳)